# 페르미 유체
페르미 유체는 태양계의 뱃머리 충격에 의해 발생한 발광하는 입자들이다. 첫 증거는 보이저 1호와 허블 우주 망원경의 도움으로 얻어졌다.

## 같이 보기
- 태양권
- 뱃머리 충격파